# Episodi di Burn Notice - Duro a morire (settima stagione)
La settima e ultima stagione della serie televisiva Burn Notice - Duro a morire è stata trasmessa in prima visione assoluta negli Stati Uniti dal canale via cavo USA Network dal 6 giugno al 12 settembre 2013.
In Svizzera la stagione è stata trasmessa in prima visione in lingua italiana da RSI LA1 dal 15 maggio al 2 giugno 2014; in Italia la stagione è stata trasmessa in prima visione satellitare da Fox, canale a pagamento della piattaforma Sky, dall'8 agosto al 26 settembre 2014.
| nº | Titolo originale      | Titolo italiano      | Prima TV USA      | Prima TV Svizzera |
| -- | --------------------- | -------------------- | ----------------- | ----------------- |
| 1  | New Deal              | L'accordo            | 6 giugno 2013     | 15 maggio 2014    |
| 2  | Forget Me Not         | Una scelta difficile | 13 giugno 2013    | 16 maggio 2014    |
| 3  | Down Range            | Sotto tiro           | 20 giugno 2013    | 19 maggio 2014    |
| 4  | Brothers in Arms      | Estremo sacrificio   | 27 giugno 2013    | 20 maggio 2014    |
| 5  | Exit Plan             | La fuga              | 11 luglio 2013    | 21 maggio 2014    |
| 6  | All or Nothing        | Il collettivo        | 18 luglio 2013    | 22 maggio 2014    |
| 7  | Psychological Warfare | Prova di lealtà      | 25 luglio 2013    | 23 maggio 2014    |
| 8  | Nature of the Beast   | A caccia di mostri   | 1º agosto 2013    | 26 maggio 2014    |
| 9  | Bitter Pill           | Pillola amara        | 8 agosto 2013     | 27 maggio 2014    |
| 10 | Things Unseen         | Scambio di favori    | 15 agosto 2013    | 28 maggio 2014    |
| 11 | Tipping Point         | Punto di rottura     | 22 agosto 2013    | 29 maggio 2014    |
| 12 | Sea Change            | La scelta            | 5 settembre 2013  | 30 maggio 2014    |
| 13 | Reckoning             | Missione compiuta    | 12 settembre 2013 | 2 giugno 2014     |

## L'accordo
- Titolo originale: New Deal
- Diretto da: Stephen Surjik
- Scritto da: Matt Nix

### Trama
Michael è in Repubblica Dominicana da nove mesi sotto copertura. Finge di essere una ex-spia che ha tradito la CIA dopo avere fatto un patto con l'agente Andrew Strong per salvare gli altri dalla prigione.
Il suo bersaglio è Burke, un uomo con cui aveva lavorato anni prima e che una volta scoperto che Michael si trova lì lo contatta per offrirgli un lavoro, obbligandolo però a fare una vita più dignitosa - visto che Michael continuava a bere per consolidare la sua copertura.
Intanto, a Miami, Sam riceve la visita di un uomo francese che si finge un agente per avere informazioni su Michael. Jesse ha ricevuto una visita simile da parte dello stesso uomo, che però fingeva un impiego differente. Fiona, intanto, ha un nuovo ragazzo, Carlos Cruz, e un'altra vita che non coinvolge più Michael.
Madeline è alle prese con l'udienza per la custodia di Charlie, il figlio di Nate. Mentre Fiona la protegge, Sam e Jesse cercano l'uomo che li ha ingannati.
Michael e Pablo, il secondo di Burke, devono fare saltare una stanza in un edificio governativo. Riuscendoci, Mike acquista la sua fiducia.
Mentre Sam e Jesse incappano in una bomba trappola, Madeline va all'udienza e non ha idea che l'uomo che ha davanti sia proprio quello che ha minacciato Sam e Jesse; così, senza volerlo, gli rivela particolari sull'attuale incarico di Michael.
La copertura di Michael salta perché l'uomo era stato mandato da Pablo; Mike riesce a scappare e, vista la morte di Pablo, salva la sua copertura con Burke. L'agente Strong, tuttavia, decide che devono tornare a Miami per trovare il contatto di Pablo e salvare la missione.
- Ascolti USA: telespettatori 4 320 000[3]

## Una scelta difficile
- Titolo originale: Forget Me Not
- Diretto da: Jeffrey Donovan
- Scritto da: Ben Watkins

### Trama
Michael contatta Madeline per farle sapere che sta bene e la supplica di non chiedere più sue notizie a nessuno. La CIA sta seguendo le mosse di Sam, Jesse e Fiona, i quali hanno scoperto molte cose sull'uomo che ha indagato su Michael. Si chiama Dexter Gamble. Controllando le telecamere puntate su Fiona, Michael inizia a ricordare una serie di eventi del loro passato, partendo dal loro primo incontro a Dublino. Poi intercetta una chiamata di Fiona con un suo contatto, il quale le dà un indizio su Gamble.
La gang, però, cade in una trappola: Sam, Fiona, Jesse e Carlos sono assediati da due killer e Michael salva loro la vita con un colpo da lontano, evitando di farsi vedere.
Sam chiede aiuto al suo amico hacker Dixon per aiutarli con il computer di Gamble e scoprire dove si trova ora.
Fiona, intanto, sembra molto infastidita di dovere avere ancora a che fare con i problemi di Michael.
Il gruppo fa visita all'indirizzo trovato da Dixon; mentre Fiona e gli altri si appostano per attendere il suo rientro, la CIA controlla la situazione in segreto. Michael ha tempo per ricordare il suo primo ballo con Fiona. Purtroppo, Gamble si fa vivo e rapisce Fiona; mentre sono sulle sue tracce Michael ricorda altri momenti con Fiona a Dublino.
Gamble ha rapito Fiona perché vuole parlare con Michael Westen, ma lei non sa onestamente come contattarlo.
Gamble allora chiama Sam, il quale mente sul fatto di potere telefonare a Michael con un telefono satellitare di emergenza.
Gamble organizza un incontro con Sam, ma prima che i suoi amici possano finire in una trappola mortale, Mike decide di uscire allo scoperto per salvarli e Strong si trova costretto ad accettare il folle piano del suo agente.
Mike si presenta a sorpresa da Gamble e gli telefona, convincendolo a farsi passare Fiona.
Le dà un messaggio in codice e fa in modo che si getti a terra, così gli agenti della CIA sparano dall'esterno dell'edificio in cui si trovano lui e Fiona, uccidendo Gamble.
Sam e Jesse assicurano a Michael un appoggio se gli dovesse servire, ma Fiona lo saluta come per dirgli addio.
- Ascolti USA: telespettatori 4 290 000[4]

## Sotto tiro
- Titolo originale: Down Range
- Diretto da: Scott Peters
- Scritto da: Craig S. O'Neill

### Trama
Burke vuole rubare un camion con cui riporteranno l'attrezzatura fatta esplodere da Michael e Pablo; per farlo contatta un uomo che vorrebbe essere pagato troppo e Burke lo uccide. Mike suggerisce di chiamare due amici di Miami (Sam e Jesse).
Madeline, intanto, viene avvicinata da Al Sapienza, l'allibratore di Nate, il quale le chiede di pagare il debito del figlio di 80 mila dollari. Fiona decide di aiutarla.
Sam e Jesse arrivano in Repubblica Dominicana per aiutare Mike a rubare il camion e accettano dei compromessi morali quando scoprono che, se non fermeranno Burke, torneranno in galera. Fiona, invece, organizza un piano per scoprire dove Sapienza tiene tutti i suoi soldi: dargliene solo una parte e mettere un localizzatore nascosto in un gioiello di Madeline.
Il furto del camion va bene, ma Sam è costretto a uccidere una guardia. Lui e Jesse insistono per restare fino alla fine della missione per essere certi che vada a buon fine dopo questo sacrificio.
Fiona segue il localizzatore e, con l'aiuto di Madeline, ruba la cassaforte nascosta dietro a un muro per prendere tutti i soldi di Sapienza.
Michael è presente allo scambio della merce fra Burke e il suo cliente malavitoso, Rafael Serano, ma Burke uccide le guardie di Serano perché non vuole soldi, vuole informazioni per i suoi capi. Un elicottero di Burke arriva all'improvviso e nota i cecchini della CIA appostati su vari edifici. Michael trova il solito escamotage per salvarsi la vita e mantenere la copertura. Lui, Burke e Serano vanno via in elicottero.
Madeline incontra l'allibratore e si vendica, minacciandolo di rovinarlo visto che ora ha la lista dei suoi clienti.
Burke, invece, si fida sempre più di Michael e promette che avrà risposte sui suoi capi al momento giusto.
- Ascolti USA: telespettatori 3 400 000[5]

## Estremo sacrificio
- Titolo originale: Brothers in Arms
- Diretto da: Dennie Gordon
- Scritto da: Alfredo Barrios Jr.

### Trama
Michael è in missione per Burke che, per farsi dare informazioni da Serano, minaccia di uccidere la figlia. L'uomo confessa dove si trova la prigioniera che Burke sta cercando, ma Burke lo invita a uccidersi per fare sì che i russi da lui traditi non compiano ritorsioni sulla figlia.
Mike chiama ancora Jesse e Sam per un'operazione a Cuba: devono prelevare la donna imprigionata, Sonya, dalla base segreta dei russi.
Il piano di Mike è fare sì che i russi portino fuori la donna dopo avere fatto loro credere che la CIA voglia fare un'incursione.
Per convincerli Jesse propone di passare l'informazione tramite un passacarte di Miami, che però dovrà essere rapito da Fiona affinché sembri che sia un traditore fuggito dalla città.
Dopo una chiamata struggente di Michael, Fiona decide di aiutarlo e insieme a Madeline rapisce l'agente russo, Ivan, al consolato di Miami.
Michael entra nell'edificio di Cuba usando la sua fama con i russi. Il capo del commando, Duboff, non crede alla storia dell'assalto da parte della CIA. Deve quindi subentrare Fiona, che a Miami fa in modo che la borsa di Ivan sia ritrovata con dei documenti falsi che indicano l'edificio a Cuba.
Dopo avere fatto scoprire ai russi una finta base CIA abbandonata Duboff continua a non credere che tra i suoi uomini ci sia un traditore d'accordo con Ivan a Miami. Così Sam e Jesse ne "creano" uno: rapiscono uno degli uomini di Duboff, facendo sembrare che sia scappato. Intanto, Fiona crea dei finti pagamenti a nome suo da parte di Ivan.
I russi finalmente ascoltano Michael e decidono di lasciare l'edificio, ma prima ricevono la notizia che un sottomarino russo è a Cuba e può mandare un commando a difenderli. Ora Michael è in trappola con Sonya.
Burke decide di andare a salvarli fingendosi la fonte di Michael alla CIA e portando un portatile pieno di esplosivo nell'edificio. Dopo avere detto a Mike che deve difendere Sonya a ogni costo perché è la chiave di tutto, Burke si fa esplodere per aprire una breccia nel muro e consentire a Mike e Sonya di fuggire con Jesse e Sam.
Fiona e Madeline fanno in modo che Ivan possa scappare con la sua fidanzata per rifarsi una vita, visto che loro due l'hanno messo nei guai.
Approfittando di un momento di distrazione di Jesse, Sonya riesce a liberarsi e a scappare.
- Ascolti USA: telespettatori 3 870 000[6]

## La fuga
- Titolo originale: Exit Plan
- Diretto da: Marc Roskin
- Scritto da: Michael Horowitz

### Trama
Michael, Jesse e Sam inseguono Sonya nel bosco; quando Mike la trova le dice che Burke è morto e le chiede di fidarsi di lui.
Visto che il loro mezzo per scappare è controllato dalla polizia, Sonya propone di chiamare un suo contatto per lasciare Cuba. Sam e Jesse non si fidano perché Sonya è una spia russa molto pericolosa.
A Miami, Carlos propone a Fiona di partire per una vacanza, ma lei viene contattata dall'agente Strong, il quale le chiede di non ansarsene perché Mike potrebbe avere bisogno di lei.
Mentre Michael e Sonya vanno dal suo contatto a studiare il piano per scappare, un agente russo, Oksana Zhirkov, si presenta in cerca di Sonya. L'uomo prova a proteggere Sonya e Michael, ma viene ucciso e i due riescono a scappare per un soffio.
Jesse e Sam decidono di avvicinare Oksana fingendosi agenti americani in cerca di Michael. La donna non vuole collaborare con loro perché non si fida, e chiede prove della loro lealtà.
Strong, intanto, fa in modo che Fiona sia arrestata.
Jesse manda gli agenti di Oksana nel luogo in cui si trovano davvero Mike e Sonya e così iniziano a lavorare con lei, facendo in modo che l'aeroporto da cui scapperanno abbia dei punti deboli nella sorveglianza.
Strong rivela a Fiona che se la missione va male torneranno tutti in carcere: Michael non gliel'aveva detto. Allora Fiona decide di rimanere per collaborare.
Mike e Sonya fanno delle riparazioni a un aereo in manutenzione per partire da Cuba, ma Oksana lo scopre e manda la polizia a cercarli. Jesse finge un attacco di Michael vicino alla base di Oksana per creare un diversivo e dargli il tempo di scappare.
Usando la loro furbizia, Sam e Jesse riescono a scappare dalla base di Oksana e a farle credere che Michael e Sonya siano proprio lì fuori. Dopo avere raggiunto i due all'aeroporto tutti e quattro volano via da Cuba.
Fiona spiega a Carlos che è costretta a stare a Miami e ad aiutare Michael e lui, sebbene contrariato, accetta di rimanere al suo fianco.
Sonya scopre che è stato un gruppo di hacker con base a Miami a consegnarla ai russi e ora vuole eliminarli.
- Ascolti USA: telespettatori 3 040 000[7]

## Il collettivo
- Titolo originale: All or Nothing
- Diretto da: Jonathan Frakes
- Scritto da: Rashad Raisani

### Trama
Michael si vede con l'agente Strong per parlare della sua missione, poi pranza con Sonya in un ristorante e finge di essere un medico per curare uno degli hacker che ha subito un malore. Sonya, intanto, gli ruba dalle tasche un software salvato su una chiavetta. Per entrare nella rete del "collettivo" (il gruppo di hacker), Sonya decide di mandare Michael a fingersi in cerca di un lavoro. Sam e Jesse chiamano Barry per supporto tecnico.
Michael e Fiona si fingono dunque criminali informatici e riescono a ottenere un appuntamento con il capo de "Il Collettivo" dopo avere dimostrato a Cody Ward, il reclutatore, che sono capaci di hackerare qualunque cosa. Intanto preparano un piano per ottenere i dati dall'interno.
Sam e Jesse aiutano Barry a cercare la sua fidanzata scomparsa nel periodo di quattro mesi in cui lui è stato in prigione per colpa di Michael.
Mike e Fiona si calano dal tetto dell'edificio in cui lavorano per trovare un cavo da usare per violare la sicurezza; Fiona rischia di cadere quando la sua fune si sgancia, ma Michael la salva riportandola sul tetto con le sue sole forze.
Mentre Fiona distrae Cody, affascinato dalla donna, Michael cerca di rubare le informazioni per Sonya, ma viene scoperto ed è obbligato a dimostrare di sapere davvero hackerare dei sistemi.
Sam e Jesse devono escogitare un piano alternativo per trarre Michael e Fiona in salvo senza destare sospetti. I due si fingono poliziotti e obbligano Cody a collaborare con le autorità; Michael e Fiona vengono lasciati andare quando il capo del gruppo scopre Cody a manipolare il loro sistema dall'interno.
Barry scopre che la sua ragazza sta bene ma si è messa con un altro uomo.
Dopo una conversazione tesa, Fiona saluta Mike ancora una volta facendogli capire che tra loro due è finita.
Tornato al loft, Michael si trova a passare la notte con Sonya un po' per convincerla a farlo entrare nell'organizzazione, un po' per cercare consolazione.
- Ascolti USA: telespettatori 2 860 000[8]

## Prova di lealtà
- Titolo originale: Psychological Warfare
- Diretto da: Larry Teng
- Scritto da: Ryan Johnson e Peter Lalayanis

### Trama
In preda ai sensi di colpa, Michael confessa a Fiona di avere dormito con Sonya e si manifesta turbato all'idea di avere superato dei limiti. Poi Sonya lo obbliga a scrivere una relazione dettagliata sulla sua vita prima di portarlo a incontrare il capo dell'organizzazione. L'uomo non si presenta, ma fa un interrogatorio sulla vita di Michael alternandolo con delle forme di tortura psicologica. Intanto, per trovare Michael (che sembra scomparso), Sam e Fiona seguono Sonya.
Il capo di Sonya droga Michael, che inizia ad avere allucinazioni nelle quali Fiona è vicino a lui.
L'uomo che lo interroga vuole sapere come ha fatto Michael a diventare un agente così esperto sul campo e Mike, in preda alle droghe, inizia a dialogare nella sua mente con Larry Sizemore, il quale gli fa capire che è stato lui a plasmarlo e farlo diventare così forte. Mike confessa che aveva paura di diventare un mostro come Larry e anche che la cosa gli potesse piacere. Poi racconta come la loro ultima missione insieme lo abbia rovinato: aveva fatto esplodere una fabbrica in cui c'era un agente locale che li aveva traditi, ma anche dei civili. Ciò spiega il motivo per cui Michael svolge le sue missioni sempre senza uccidere, se non è strettamente necessario.
Intanto, Sam e Fiona continuano a seguire Sonya con un localizzatore a infrarossi e scoprono che sta bruciando tutte le cose di Michael.
Mike, nel frattempo, ha altre allucinazioni che riguardano suo padre; quando si risveglia nella sua cella dopo l'ennesimo periodo di tortura, Sonya lo soccorre e decide di farlo scappare perché probabilmente Michael ha confessato qualcosa di troppo e ora lo vogliono uccidere.
Mike, però, non si arrende e, dopo avere capito che non potrebbe avere detto nulla di compromettente, decide di tornare dal capo di Sonya, che apprezza la sua ritrovata consapevolezza di sé e, finalmente, si presenta come James.
Sam, Fiona e Jesse capiscono che James è molto potente quando scoprono che ha fatto distruggere la villa dove ha interrogato Michael per coprire le sue tracce.
Mike smaltisce l'effetto delle droghe a casa di Madeline e, nonostante sia felice di non essersi tradito, è anche preoccupato per ciò che ha visto e capito di se stesso.
- Ascolti USA: telespettatori 3 060 000[9]

## A caccia di mostri
- Titolo originale: Nature of the Beast
- Diretto da: Tawnia McKiernan
- Scritto da: Bridget Tyler

### Trama
Michael ha un incontro programmato con James, il quale cambia luogo dell'appuntamento all'ultimo secondo, rovinando i piani di Strong di assistere al meeting. Dopo avergli spiegato gli ideali dell'organizzazione, che si occupa di annientare i criminali senza proporre loro accordi, il primo incarico che James dà a Michael è andare a sequestrare un narcotrafficante cubano perdonato dagli inglesi e che ora vivrà con tutti i comfort.
Strong, intanto, segue una pista alternativa tramite i conti bancari rubati da Michael e manda Fiona e Jesse a scoprire perché James paga le cure di un uomo in un ospedale. Prima di partire, però, Madeline mette in guardia Fiona che sta rischiando di perdere Carlos perché continua ad aiutare Mike.
Sam e Mike si incontrano a Cuba per catturare il narcotrafficante, Cabral, prima che venga estradato dagli agenti dell'MI-6. Sam propone a Cabral un finto accordo più conveniente, ma Cabral non vuole accettare e preferisce rispettare il suo patto con l'MI6.
Così i due preparano un piano alternativo e piazzano una bomba sulla barca di Cabral prima che lui parta, in modo da fargli perdere la fiducia negli inglesi.
Jesse e Fiona vanno in Mississippi per interrogare il detenuto, che però nel frattempo si è liberato dell'agente che lo sorvegliava. Strong fa bloccare l'ospedale fingendo un'epidemia per trovarlo prima che scappi. Dopo un'azione confusa, l'uomo riesce a nascondersi nell'obitorio e a prendere Jesse come prigioniero.
Mike e Sam, intanto, incontrano Cabral e riescono a rapirlo.
Il criminale interroga Jesse perché vuole sapere dove si trova James Kendrick; racconta a Jesse di essere stato messo in un ospedale psichiatrico proprio da James e di volersi vendicare. Strong promette di aiutarlo a riavere la sua vita in cambio della sua collaborazione.
Michael e Sam incontrano una pattuglia di guardie di Cabral e devono scappare in tutta fretta. Quando riescono a consegnare il criminale a James, lui si congratula ma non vuole coinvolgere Michael ulteriormente.
Peter Mallard, l'uomo catturato da Jesse, chiede di parlare con Michael. Spiega che lui e James erano due Delta force e, durante una missione, James uccise tutti i suoi soldati.
- Ascolti USA: telespettatori 3 600 000[10]

## Pillola amara
- Titolo originale: Bitter Pill
- Diretto da: Bill Eagles
- Scritto da: Alfredo Barrios Jr. e Daniel Tuch

### Trama
Michael e gli altri vengono "convocati" di forza da James che spiega loro la prossima missione: salvare il dottor Omar Hamed da un assassinio che potrebbe scatenare una guerra di interessi. Il capo dell'operazione sarà Ben Snyder, un operativo di James.
Madeline è spaventata per il modo in cui le persone con cui lavora Mike conoscano i suoi movimenti e teme per la vita di Charlie.
Durante la conferenza di Hamed, un cameriere viene obbligato dai terroristi ad avvelenare il cibo fornito ad Hamed. Dopo che l'uomo viene ucciso dai mandanti, Jesse e Fiona seguono il suo cellulare e scoprono che stava contattando un locale di spogliarelli diretto da un ingegnere chimico libanese, Khalid Maziq. Ipotizzando che possa essere stato lui a preparare il veleno, Jesse e Fiona si presentano al locale con una finta proposta, per poi rapirlo e cercare di ottenere l'antidoto e salvare Hamed.
Quando Maziq non vuole aiutarli, Jesse e Fiona lo sequestrano. Con una mossa azzardata, Snyder gli inietta il veleno per costringerlo a dire dove è l'antidoto per salvare anche se stesso.
Madeline, intanto, riceve una visita di James che le confessa di farla seguire solo perché vuole proteggerla.
Giunti al magazzino dove si trova l'antidoto, con grande sorpresa di Jesse e Fiona, Snyder decide di uccidere Mazik invece che curarlo. Allertate dagli spari, le guardie di Mazik ingaggiano una sparatoria che rallenta Jesse e Fiona.
Michael e Sam raggiungono il magazzino con Hamed, ormai in fin di vita. Jesse riesce a uscire dall'edificio con l'antidoto, ma Fiona rimane indietro con Snyder per coprire la fuga dell'amico.
Quando scoppia un incendio, Snyder si spaventa e decide di salvarsi a scapito di Fiona, che rimane bloccata dalle fiamme. Michael, però, corre a salvarla da morte certa.
James elogia la squadra di Michael, ma decide di uccidere Snyder perché lo ritiene un codardo che non ha rispettato i loro ideali.
- Ascolti USA: telespettatori 3 690 000[11]

## Scambio di favori
- Titolo originale: Things Unseen
- Diretto da: Craig Siebels
- Scritto da: Ben Watkins e Craig S. O'Neill

### Trama
Fiona mette in guardia Michael perché sta legandosi troppo a James, poi lui parte per le isole Canary dove Sonia lo informa che l'agente Roger Steele sta indagando su di lui e sull'associazione di James. La sua missione è contattarlo per potere poi capire la situazione e ucciderlo. La casa di Steele è troppo sorvegliata, quindi Sonia decide che devono ucciderlo fuori dalla sua residenza.
Nel frattempo, Fiona va con Carlos nel suo vecchio quartiere, dove scopre che Nando, finito in galera anni prima per una sua soffiata, ora lo vuole morto. La poliziotta che l'aveva aiutato a incastrarlo suggerisce di fare arrestare Nando (ora uscito di galera) per l'omicidio per il quale non era ancora stato condannato. Ora Carlos deve trovare il testimone che ha protetto per dieci anni, Lloyd Ritchey.
Strong autorizza Michael a "fare tutto ciò che è necessario", ma la missione di Mike e Sonia fallisce comunque.
Sam e Jesse prelevano Lloyd e lo portano da Madeline; con un po' di difficoltà, Carlos e gli altri lo convincono a collaborare con la polizia.
Sonia vuole cambiare la missione chiedendo un attacco aereo che ucciderebbe tutte le persone nella villa, ma Mike propone di uccidere Steele con un fucile di precisione. Dopo averlo ingannato per farlo uscire allo scoperto, Mike uccide Steele come ha promesso.
Carlos si incontra con la detective ma scopre che sta collaborando con Nando, che si presenta all'incontro e la uccide quando scopre che Lloyd non è lì.
Nando sequestra Carlos, poi chiama Fiona proponendo uno scambio con Lloyd.
Fiona a malincuore chiede aiuto a Michael e Sonya per potere fare liberare Carlos prima che Nando lo uccida. Con l'aiuto dell'organizzazione, Mike riesce a fare eliminare Nando e a salvare Carlos.
Carlos, però, decide di andarsene perché ha capito che Michael lavora con persone pericolose che non hanno scrupoli a eliminare gli ostacoli per raggiungere i loro scopi.
Fiona prova a convincerlo a restare, ma Carlos parte.
- Ascolti USA: telespettatori 3 660 000[12]

## Punto di rottura
- Titolo originale: Tipping Point
- Diretto da: Scott Peters
- Scritto da: Rashad Raisani e Michael Horowitz

### Trama
Michael e Sonya preparano documenti falsi per andare in America Latina e lui riesce a mettere un tracciante nel telefono di Sonya mentre lei dorme. Strong, intanto, prepara un piano per catturare James.
Michael va a trovare Fiona, ancora scossa per la partenza di Carlos, e le chiede di proteggere Madeline e Charlie mentre sarà via.
L'imboscata della CIA a James va male, e l'uomo riesce a scappare con Mike e Sonya. Per farsi rintracciare da Sam, Jesse e Strong, Michael usa il cellulare della persona a cui ruba l'auto per fuggire.
Durante la fuga, le due macchine di James e Michael si dividono; Mike va al porto per cercare una barca e risalire la costa, mentre la squadra di Strong interviene e uccide gli uomini di James.
Michael scopre che a capo della squadra della CIA è stato messo il suo vecchio nemico Simon Escher. Lavora per la CIA da due anni per risolvere missioni in cui c'è da sporcarsi le mani. L'elicottero con cui Jesse, Sam e Strong stanno seguendo James viene attaccato e l'uomo scappa con Sonya. Michael chiede via radio a James di raggiungerlo per aiutarlo.
Anche Sam e Jesse scoprono che Simon è a capo della squadra di Strong, e non ne sono entusiasti.
Fiona, intanto, protegge Madeline dagli uomini di James che la sorvegliano a vista.
Michael viene esasperato da Simon e, quando lo psicopatico uccide l'ultimo sopravvissuto degli uomini di James, dopo un combattimento Michael lo accoltella.
Quando James e Sonya raggiungono la rimessa per le barche, Michael decide di tradire Strong e permettere loro di salvarsi, perché è deluso dalla CIA.
Arrivati alla casa sicura dell'organizzazione, James vuole torturare Sonya perché è convinto che sia lei la traditrice. Michael allora confessa la verità per salvarla e ammette di avere sempre lavorato per la CIA. James gli chiede perché li ha salvati e Michael rivela tutta la sua delusione nei confronti dell'agenzia per cui ha dato tutto.
- Ascolti USA: telespettatori 3 640 000[13]

## La scelta
- Titolo originale: Sea Change
- Diretto da: Stephen Surjik
- Scritto da: Ryan Johnson e Peter Lalayanis

### Trama
Sonya chiede a Michael se anche la loro relazione è stata una bugia e lui ammette che ha finto ma una parte di lui tiene veramente a lei.
James crede all'onestà di Michael e gli dà la possibilità di rimanere con lui, però dovrà mentire alla CIA.
Nel frattempo, il direttore della CIA vorrebbe chiudere l'operazione per l'insuccesso di Strong, ma Michael riesce a convincerlo a dargli altre 48 ore.
Sapendo che dovrà muoversi da solo, Mike esclude Fiona e gli altri dalla missione. Fiona però lo segue grazie a un segnalatore.
Jesse e Sam vedono Michael insieme a James e capiscono che sta per tradire la CIA. Fiona allora decide di nascondere Charlie e Maddie per proteggerli e poi pensare a Michael.
James decide di consegnarsi alla CIA, convinto che Mike e Sonya continueranno il suo lavoro e saranno ancora più forti; in questo modo, la CIA non saprà mai del suo tradimento e anche gli amici di Michael saranno salvi.
Jesse e Sam preparano una trappola per attirare Mike e portarlo via da Sonya che, nel frattempo, stanno organizzando il luogo per la consegna di James sul tetto di un edificio abbandonato.
Sam finge di volere l'aiuto di Michael per trovare Fiona (che avrebbe deciso di scappare dal paese se lui non si presenta). Durante il viaggio in auto, tuttavia, Mike capisce che Sam gli sta mentendo.
I due litigano e Michael confessa che da ora in poi sarà a capo dell'organizzazione. I due si trovano addirittura a combattere perché Sam non vuole lasciare scappare Mike, che alla fine ha la meglio sull'amico.
Sonya è preoccupata che Fiona possa mandare a monte il piano di consegna di James, ma Michael è pronto a fare ciò che serve per fermarla.
Jesse, Fiona e Sam decidono di fare un ultimo tentativo per salvare Michael da se stesso: mentre Jesse e Sam distraggono le guardie e Sonya, Fiona arriva sul luogo dell'incontro.
La donna supplica Michael di andarsene con lei, e quando Sonya li raggiunge si manifesta pronta a uccidere Fiona se non se ne occuperà Michael.
Mike, tuttavia, è confuso e incapace di prendere una decisione simile.
- Ascolti USA: telespettatori 3 790 000[14]

## Missione compiuta
- Titolo originale: Reckoning
- Diretto da: Matt Nix
- Scritto da: Matt Nix

### Trama
Dopo solo un momento di esitazione Michael decide di sparare a Sonya per salvare Fiona.
James assiste all'omicidio dall'elicottero e scappa prima dello scambio con la CIA.
Michael e gli altri diventano dei fuggiaschi e lui ancora non si capacita di avere tradito tutti loro. Intanto la CIA mette una taglia sulla testa di tutti loro.
Durante un tentativo di furto in un negozio, Mike salva Sam e Jesse da due commessi che vogliono consegnarli alla CIA.
Decide poi di chiamare Strong, irritato con lui perché non ha consegnato James.
Mike va a trovare Madeline mentre gli altri cercano il genio informatico di James, il quale ha progettato il suo edificio per le comunicazioni.
Dopo avere trovato l'uomo Jesse promette a Michael di stare fuori dall'azione per catturarlo e di proteggere Maddie e Charlie.
Il programmatore dice a Mike dove si trova l'edificio di James, luogo in cui troverà anche hard disk con backup di tutti i suoi contatti.
Mike, Fiona e Sam organizzano un piano per entrare nell'edificio, anche se gli altri notano che Mike sembra essere troppo sprezzante del pericolo, sicuramente perché si sente in colpa per avere tradito la fiducia di tutti.
Jesse parla con Maddie e le fa capire che loro ora sono la sua famiglia, per questo resterà fino alla fine.
James fa tracciare i cellulari usa e getta rubati da Michael nel negozio e lo avverte di volere uccidere anche Maddie e Charlie. L'unico modo di salvare tutti è che Michael si consegni a James.
Michael chiama Maddie, la quale ha già deciso di sacrificarsi facendo esplodere la casa in cui è nascosta, così da permettere a Jesse di salvare Charlie. Michael è sconvolto dalla notizia e dice addio alla madre, capendo che il suo sacrificio non dovrà essere vano.
Dopo l'esplosione che causa la morte di Madeline Jesse riesce a salvare se stesso e Charlie.
Michael e Fiona uccidono quanti uomini di James riescono, ferendo anche il capo e permettendo a Sam di scappare con gli hard disk di James.
Il criminale decide di chiudere la storia facendo saltare in aria l'edificio e Michael e Fiona restano all'interno.
Strong concede la libertà a Jesse e Sam, che hanno aiutato a smantellare la rete di James, e promette di mettere il nome di Michael fra gli agenti caduti della CIA.
In realtà Michael e Fiona si sono salvati dall'esplosione e mentre in America si celebrano i loro finti funerali, scopriamo che Sam e Jesse sono ben consapevoli che i due siano ancora vivi, e sono pronti a lavorare ancora insieme per aiutare i più deboli.
Mike e Fiona si sono trasferiti con Charlie, presumibilmente in Irlanda, e vivono finalmente insieme e sereni.
- Ascolti USA: telespettatori 4 970 000[15]